# Kiton
Kiton es la marca registrada de la Ciro Paone SpA, fundada en Nápoles en 1968 con sede a Arzano (Napoles). Opera en el sector de alta costura.

## Historia
Kiton fue fundada por Ciro Paone en Arzano en 1968 y el nombre Kiton es derivante da "quitón", la túnica llevada por los griegos antiguos para rogar a los dioses de l'Olimpo. La compañía tiene 800 empleados y cinco fábricas en toda Italia y exporta sus productos (cosidos a mano) en todo el mundo.

## Producción
Kiton tiene cinco fábricas que producen: abrigos y chaquetas, camisas, lazos, los zapatos y bienes de cuero en Arzano, la sede de la compañía; chaquetas de cuero y las chaquetas bombarderas están hechas en Collecchio, la prenda de punto está hecha en Fidenza, jeans en Marcianise.
En 2009 Kiton comprò el Lanificio Carlo Barbera en Biella, donde se fabrican los tejidos.